# لينكولنيا (فرجينيا)
لينكولنيا (بالإنجليزية: Lincolnia CDP, Virginia)‏ هي منطقة سكنية تقع بولاية فرجينيا في الولايات المتحدة. تبلغ مساحتها 12.30 كم2، وترتفع عن سطح البحر 75 م، بلغ عدد سكانها 22,855 نسمة في عام 2010 حسب إحصاء مكتب تعداد الولايات المتحدة وتصل الكثافة السكانية فيها 1,858.1 نسمة لكل كيلومتر مربع (4,812.5/ميل2).

## التركيبة السكانية
حدّد مكتب تعداد الولايات المتحدة بيانات التركيبة السكانية للينكولنيا في تعداد الولايات المتحدة. في ما يلي، التركيبة السكانية حسب تعدادي 2000 و2010.

### تعداد عام 2000
بلغ عدد سكان لينكولنيا 15,788 نسمة بحسب تعداد عام 2000، وبلغ عدد الأسر 5,166 أسرة وعدد العائلات 3,705 عائلة مقيمة في المنطقة السكنية. في حين سجلت الكثافة السكانية 1,283.6 نسمة لكل كيلومتر مربع (3,324.5/ميل2). وبلغ عدد الوحدات السكنية 5,255 وحدة بمتوسط كثافة قدره 427.2 لكل كيلومتر مربع (1,106.4/ميل2).
وتوزع التركيب العرقي للمنطقة السكنية بنسبة 47.62% من البيض و18.82% من الأمريكيين الأفارقة و0.22% من الأمريكيين الأصليين و15.01% من الأمريكيين ذوي الأصول الآسيوية و0.02% من سكان جزر المحيط الهادئ و11.48% من الأعراق الأخرى و6.83% من عرقين مختلطين أو أكثر و22.37% من الهسبانيون أو اللاتينيون من أي عرق.
بلغ عدد الأسر 5,166 أسرة كانت نسبة 40.1% منها لديها أطفال تحت سن الثامنة عشر تعيش معهم، وبلغت نسبة الأزواج القاطنين مع بعضهم البعض 54.7% من أصل المجموع الكلي للأسر، ونسبة 10.8% من الأسر كان لديها معيلات من الإناث دون وجود شريك، بينما كانت نسبة 6.3% من الأسر لديها معيلون من الذكور دون وجود شريكة وكانت نسبة 28.3% من غير العائلات. تألفت نسبة 20.2% من أصل جميع الأسر من عدة أفراد يعيشون في نفس المنزل ونسبة 4.8% كانت تتألف من شخص يعيش بمفرده يبلغ من العمر 65 عاماً أو أكثر. وبلغ متوسط حجم الأسرة المعيشية 3.03، أما متوسط حجم العائلات فبلغ 3.45.
بلغ العمر الوسطي للسكان 33.3 عاماً. وكانت نسبة 25.3% من القاطنين تحت سن الثامنة عشر، وكانت نسبة 9.9% بين الثامنة عشر والرابعة والعشرين عاماً، ونسبة 35% كانت واقعةً في الفئة العمرية ما بين الخامسة والعشرين والرابعة والأربعين عاماً، ونسبة 21.4% كانت ما بين الخامسة والأربعين والرابعة والستين، ونسبة 7.5% كانت ضمن فئة الخامسة والستين عاماً فما فوق. يوجد لكل 100 أنثى 103.8 ذكر، ويوجد لكل 100 أنثى في الثامنة عشر من عمرها فما فوق 102.0 ذكر.
بلغ متوسط دخل الأسرة في المنطقة السكنية 64,148 دولارًا، أما متوسط دخل العائلة فبلغ 65,601 دولارًا. وكان متوسط دخل الذكور 39,146 دولارًا مقابل 35,398 دولارًا للإناث. وسجل دخل الفرد الخاص بالمنطقة السكنية 26,876 دولارًا. وكانت نسبة 7.9% من العائلات ونسبة 11.8% من السكان تحت خط الفقر، وكان من هؤلاء نسبة 17% تحت سن الثامنة عشر ونسبة 9.5% في الخامسة والستين من العمر وما فوق.

### تعداد عام 2010
بلغ عدد سكان لينكولنيا 22,855 نسمة بحسب تعداد عام 2010، وبلغ عدد الأسر 8,214 أسرة وعدد العائلات 5,407 عائلة مقيمة في المنطقة السكنية. في حين سجلت الكثافة السكانية 1,858.1 نسمة لكل كيلومتر مربع (4,812.5/ميل2). وبلغ عدد الوحدات السكنية 8,555 وحدة بمتوسط كثافة قدره 695.5 لكل كيلومتر مربع (1,801.3/ميل2).
وتوزع التركيب العرقي للمنطقة السكنية بنسبة 47.57% من البيض و20.83% من الأمريكيين الأفارقة و0.48% من الأمريكيين الأصليين و15.28% من الأمريكيين ذوي الأصول الآسيوية و0.06% من سكان جزر المحيط الهادئ و11.65% من الأعراق الأخرى و4.13% من عرقين مختلطين أو أكثر و26.31% من الهسبانيون أو اللاتينيون من أي عرق.
بلغ عدد الأسر 8,214 أسرة كانت نسبة 34.2% منها لديها أطفال تحت سن الثامنة عشر تعيش معهم، وبلغت نسبة الأزواج القاطنين مع بعضهم البعض 48.1% من أصل المجموع الكلي للأسر، ونسبة 11.9% من الأسر كان لديها معيلات من الإناث دون وجود شريك، بينما كانت نسبة 5.8% من الأسر لديها معيلون من الذكور دون وجود شريكة وكانت نسبة 34.2% من غير العائلات. تألفت نسبة 25% من أصل جميع الأسر من عدة أفراد يعيشون في نفس المنزل ونسبة 5.3% كانت تتألف من شخص يعيش بمفرده يبلغ من العمر 65 عاماً أو أكثر. وبلغ متوسط حجم الأسرة المعيشية 2.78، أما متوسط حجم العائلات فبلغ 3.31.
بلغ العمر الوسطي للسكان 35.6 عاماً. وكانت نسبة 22.3% من القاطنين تحت سن الثامنة عشر، وكانت نسبة 8.1% بين الثامنة عشر والرابعة والعشرين عاماً، ونسبة 34.6% كانت واقعةً في الفئة العمرية ما بين الخامسة والعشرين والرابعة والأربعين عاماً، ونسبة 26.6% كانت ما بين الخامسة والأربعين والرابعة والستين، ونسبة 8.4% كانت ضمن فئة الخامسة والستين عاماً فما فوق. وتوزع التركيب الجنسي للسكان بنسبة 49.8% ذكور و50.2% إناث.